# Channallabes sanghaensis
Channallabes sanghaensis es una especie de pez de la familia Clariidae en el orden de los Siluriformes.

## Morfología
• Los machos pueden llegar alcanzar los 22,1 cm de longitud total.
- Número de  vértebras: 86-89.[2]

## Hábitat
Es un pez de agua dulce y de clima tropical.

## Distribución geográfica
Se encuentran en África: río Mbessy ( cuenca del río Congo, República del Congo ).